# 對手！
《對手！》（日语：ライバル！）是日本配音員松本梨香的第六張單曲。於1999年3月25日由PIKACHU RECORDS發售。

## 概要
A面曲「對手！」是東京電視台動畫《寵物小精靈》第2首片頭曲，於1999年1月21日播出的第82集正式播放。B面曲「野性」則是寵物小精靈的第5首片尾曲，在1998年10月29日的第70集片尾播放，在寵物小精靈第105集、寵物小精靈DP第188集中作為插曲播出。

## 收錄內容
＊全作詞：戶田昭吾，作、編曲：田中宏和，#1、#2主唱：松本梨香
1. 對手！（ライバル！） [03:57]
和聲：遠藤正明、河野陽吾
東京電視台動畫《寵物小精靈》片頭曲
電影《精灵宝可梦剧场版：幻之宝可梦 洛奇亚爆诞》片頭曲
2. 野性[03:28]
東京電視台動畫《寵物小精靈》片尾曲
副歌引用了小林幸子「與風一起」的部分旋律
3. 嗨!比卡超（Hey!ピカチュウ） [04:15]
主唱：貓貓怪（犬山犬子）、比卡超（大谷育江）
4. 小精靈治（ポケモンサンドイッチ） [03:05]
主唱：
5. 對手！（卡拉OK版）（ライバル！（オリジナル・カラオケ））[03:57]

## 翻唱
- 「TYPE:WILD」：之英文版，收錄在下一單曲《OK!》。
- 「タイプ：ワイルド」：中川翔子，收錄於專輯《與風一起》。

## 外部連結
- ライバル! （页面存档备份，存于）. ORICON NEWS

| 动画《神奇寶貝》片头曲 1997年4月1日 - 1999年1月21日 |                     |                                               |
| 前作: 松本梨香 《目標是寵物小精靈大師》             | 松本梨香 《對手！》 | 次作: 松本梨香 《OK!》                        |
| 动画《神奇寶貝》片尾曲 1997年4月1日 - 1999年1月21日 |                     |                                               |
| 前作: 犬山犬子 《喵喵怪之歌》                       | 松本梨香 《野性》   | 次作: 飯塚雅弓、愛河里花子 《坐在背背龍背上》 |